# متكاورة تايوانية
متكاورة تايوانية (الاسم العلمي:Sphaerophorus taiwanensis) هي نوع من الفطريات تتبع جنس المتكاورة من فصيلة المتكاورات.